# 劉嗣彬
刘嗣彬（？—923年），五代十国后梁将领，徐州沛县人，刘知俊族子。
刘嗣彬年轻时跟随刘知俊出征，官至军校。刘知俊叛梁，刘嗣彬没有参预其谋，所以没有被牵连。贞明末年，后梁大军与晋王李存勖对垒于德胜，很久以后，刘嗣彬率数人乘骑投奔晋王，将后梁朝廷军机得失相告；又以家世仇怨，表示将要报仇。晋王深信其言，赐给田宅，又赐锦衣玉带，军中称他为“刘二哥”。一年后，又归附后梁，当时晋人说他是刺客，他以晋王厚恩，没有行动。龙德三年（923年）冬，跟随王彦章在中都作战，战败，被晋军所擒。晋王见到他，笑着对他说：“你可以还给我玉带。”刘嗣彬惶恐请死，于是被诛杀。。